# Sorthovedet dværgpapegøje
Sorthovedet dværgpapegøje (Agapornis personatus) er en dværgpapegøje, der findes i det østlige Tanzania og nordover ind i Kenya.
Ligesom den rødhovedede dværgpapegøje er den meget almindeligt udbredt indenfor fugleopdræt i Danmark. Den er ligeledes nem og ynglevillig. Den kan være aggressiv overfor andre fugle. Også her findes en del mutationer.